# حضور ۲
حضور ۲، دومین آلبوم تصویری از خواننده موسیقی پاپ سنتی ایرانی، محمد اصفهانی است که در خرداد ۱۳۸۹ توسط شرکت هنر اول منتشر گردید که البته طبق اعلام قبلی؛ قرار بر این بود که توسط شرکت هم‌آواز اهنگ منتشر شود.

## مشخصات آلبوم
آلبوم تصویری حضور ۲، سی‌دی تصویری است که تقریبا مدت زمان آن ۲ ساعت است و شامل ۲۱ قطعه می‌باشد که از کنسرت‌های محمد اصفهانی در سال‌های قبل در سالن میلاد نمایشگاه بین‌المللی تهران فیلم‌برداری و اجراء شده است.